# City of York Stakes
Groupe I
Les City of York Stakes est une course hippique de plat se déroulant au mois d'août sur l'hippodrome de York en Angleterre.

## Caractéristiques et histoire
C'est une course de groupe 1 réservée aux chevaux de 3 ans et plus, disputée sur 1 400 mètres, pour une allocation de 600 000 £ pour l’édition 2025,.
Créée en 1978, les City of York Stakes ont lieu le dernier jour du meeting de l'Ebor Festival de York, dont la première édition a eu lieu en 1843. Listed Race lors de sa création, la course acquiert le label groupe 3 en 2016, le label groupe 2 en 2019, avant de devenir en 2025 le quatrième groupe 1 du meeting, après les International Stakes, les Yorkshire Oaks et les Nunthorpe Stakes,,.  

## Palmarès depuis 2011
| Année                         | Vainqueur       | S/A | Pays        | Père               | Jockey            | Entraîneur        | Propriétaire                   | Deuxième           | Troisième         | Temps   |
| ----------------------------- | --------------- | --- | ----------- | ------------------ | ----------------- | ----------------- | ------------------------------ | ------------------ | ----------------- | ------- |
| 2025                          |                 |     |             |                    |                   |                   |                                |                    |                   |         |
| Éditions labellisées groupe 2 |                 |     |             |                    |                   |                   |                                |                    |                   |         |
| 2024                          | Breege          | F.4 | Royaume-Uni | Starspangledbanner | Colin Keane       | John & Sean Quinn | Chasemore Farm                 | Vafortino          | Shouldvebeenaring | 1'24"09 |
| 2023                          | Kinross         | H.6 | Royaume-Uni | Kingman            | Lanfranco Dettori | Ralph Beckett     | Marc Chan                      | Audience           | Sandrine          | 1:22.75 |
| 2022                          | Kinross         | H.5 | Royaume-Uni | Kingman            | Lanfranco Dettori | Ralph Beckett     | Marc Chan                      | Pogo               | Sandrine          | 1:22.97 |
| 2021                          | Space Blues     | M.5 | Royaume-Uni | Dubawi             | William Buick     | Charlie Appleby   | Godolphin                      | Highfield Princess | Glorious Journey  | 1:22.60 |
| 2020                          | Safe Voyage     | H.7 | Royaume-Uni | Fast Company       | Jason Hart        | John Quinn        | Ross Harmon                    | One Master         | Queen Jo Jo       | 1:25.47 |
| 2019                          | Shine So Bright | M.3 | Royaume-Uni | Oasis Dream        | James Doyle       | Andrew Balding    | King Power Racing Co. Ltd      | Laurens            | Cape Byron        | 1:21.00 |
| Éditions labellisées groupe 3 |                 |     |             |                    |                   |                   |                                |                    |                   |         |
| 2018                          | Expert Eye      | M.3 | Royaume-Uni | Acclamation        | Lanfranco Dettori | Michael Stoute    | Juddmonte Farms                | Gordon Lord Byron  | Arbalet           | 1:23    |
| 2017                          | Talaayeb        | F.3 | Royaume-Uni | Dansili            | Chris Hayes       | Owen Burrows      | Shadwell Estate Co. Ltd        | Toscanini          | Suedois           | 1:24:08 |
| 2016                          | Nemoralia       | F.3 | Royaume-Uni | More Than Ready    | Jamie Spencer     | Jeremy Noseda     | T. Allan, J. Lovat & C. Pigram | So Beloved         | Jallota           | 1:22:16 |